# Caio Longo
Caio Longo ou Long Cay é uma das ilhas das Baamas, tendo formado, até 1993, um dos seus distritos administrativos. Foi descoberta em 19 de outubro de 1492 por Cristovão Colombo em sua primeira viagem para a América.